# Roger Johansson
Roger Johansson (* 17. April 1967 in Ljungby) ist ein ehemaliger schwedischer Eishockeyspieler, der in seiner aktiven Zeit von 1983 bis 2001 unter anderem für die Calgary Flames und Chicago Blackhawks in der National Hockey League gespielt hat.   

## Karriere
Roger Johansson begann seine Karriere als Eishockeyspieler in seiner Heimatstadt bei IF Troja-Ljungby, für den er von 1983 bis 1986 in der zweitklassigen Division 1 aktiv war. In diesem Zeitraum wurde der Verteidiger im NHL Entry Draft 1985 in der vierten Runde als insgesamt 80. Spieler von den Calgary Flames ausgewählt. Zunächst spielte er jedoch von 1986 bis 1989 drei Jahre lang für Färjestad BK in der Elitserien, mit dem er in der Saison 1987/88 zum ersten Mal in seiner Laufbahn Schwedischer Meister wurde. Im Sommer 1989 beriefen die Flames den Linksschützen nach Nordamerika, wo er in der Saison 1989/90 sein Debüt für die Kanadier in der National Hockey League gab. In seinem Rookiejahr gab er in 35 Spielen insgesamt fünf Vorlagen.
In der folgenden Spielzeit steigerte sich Johansson auf 17 Scorerpunkte, darunter vier Tore, in 38 Spielen, verließ Calgary jedoch anschließend, um für Leksands IF in seiner schwedischen Heimat aufzulaufen. Zur Saison 1992/93 wurde der Schwede erneut in den Kader der Calgary Flames berufen, für die er in seiner einzigen kompletten NHL-Spielzeit in 77 Spielen vier Tore erzielte und 16 Vorlagen gab. Daraufhin unterschrieb er erneut in Leksand, wo er die folgenden eineinhalb Jahre verbrachte, ehe er im Januar 1995 von den Calgary Flames, die immer noch die Transferrechte an ihm hielten, an ihren Ligarivalen Chicago Blackhawks abgegeben wurde. Für diese erzielte er bis Saisonende ein Tor in elf Spielen. 
Im Sommer 1995 wurde Johansson von seinem Ex-Club Färjestad BK verpflichtet, für den er bis zu seinem Karriereende 2001 in der Elitserien auf dem Eis stand. 

### International
Für Schweden nahm Johansson an den U20-Junioren-Weltmeisterschaften 1986 und 1987, sowie den Weltmeisterschaften 1994, 1996 und 1997 teil. Des Weiteren stand er im Aufgebot Schwedens bei den Olympischen Winterspielen 1994 in Lillehammer und dem World Cup of Hockey 1996.

## Erfolge und Auszeichnungen
- 1988 Schwedischer Meister mit Färjestad BK
- 1994 Schwedisches All-Star-Team
- 1996 Schwedisches All-Star-Team
- 1997 Schwedischer Meister mit Färjestad BK
- 1998 Schwedischer Meister mit Färjestad BK

### International
- 1985 Goldmedaille bei der U18-Junioren-Europameisterschaft
- 1987 Bronzemedaille bei der Junioren-Weltmeisterschaft
- 1994 Goldmedaille bei den Olympischen Winterspielen
- 1994 Bronzemedaille bei der Weltmeisterschaft
- 1997 Silbermedaille bei der Weltmeisterschaft